# Segunda Liga de 2011–12
O Campeonato da segunda Divisão Portuguesa no ano 2011/2012. O campeonato começou no fim-de-semana de 21 de Agosto de 2011 e acabou no fim de semana de 13 de Maio de 2012. O sorteio do campeonato foi marcado para o dia 30 de Junho de 2011.
O Formato da prova desse ano foi semelhante aos anos anteriores e continuou a se chamar Liga Orangina. O Campeonato é composto por 16 equipas que jogam no sistema de todos contra todas, a duas voltas. Os dois primeiros classificados sobem a Liga principal, Liga Zon Sagres, enquanto os dois últimos descem a II Divisão.
Está em estudo alterações a esta divisão de modo a torná-la mais rentável financeiramente, pelo que é possível que em próximas épocas o formato deste campeonato mude de figurino.

## Transmissões Televisivas
A semelhança da época anterior, a SportTv transmite dois jogos por jornada.

## Edição 2011/2012
Em 2011-2012, os clubes participantes na Liga de Honra são:
| Equipas                | Equipas             | Equipas                                       | Equipas                               | Equipas                        | Equipas              |
| Equipa                 | Cidade              | Estádio                                       | Época 2010-2011                       | N.º de Presenças na Liga Honra | Melhor Classificação |
| ---------------------- | ------------------- | --------------------------------------------- | ------------------------------------- | ------------------------------ | -------------------- |
| FC Arouca              | Arouca              | Estádio Municipal de Arouca                   | 5.º                                   | 1                              | 5.º (10/11)          |
| Atlético CP            | Lisboa              | Estádio da Tapadinha                          | 2.º na II Divisão (1.º na Zona Sul)   | Estreia                        |                      |
| CF Os Belenenses       | Lisboa              | Estádio do Restelo                            | 12.º                                  | 3                              | 2.º (91/92 e 98/99)  |
| C. Desportivo das Aves | Vila das Aves       | Estádio do Clube Desportivo das Aves          | 8.º                                   | 19                             | 2.º (05/06)          |
| GD Estoril-Praia       | Estoril             | Estádio António Coimbra da Mota               | 10.º                                  | 13                             | Campeão (03/04)      |
| SC Freamunde           | Freamunde           | Complexo Desportivo do SC Freamunde           | 11.º                                  | 7                              | 6.º (08/09)          |
| Leixões SC             | Matosinhos          | Estádio do Mar                                | 6.º                                   | 9                              | Campeão (06/07)      |
| Moreirense FC          | Moreira de Cónegos  | Estádio Comendador Joaquim de Almeida Freitas | 7.º                                   | 8                              | Campeão (01/02)      |
| Ass. Naval 1.º Maio    | Figueira da Foz     | Estádio Municipal José Bento Pessoa           | 16.º Liga Zon Sagres                  | 8                              | 2.º (04/05)          |
| FC Penafiel            | Penafiel            | Estádio Municipal 25 de Abril                 | 13.º                                  | 16                             | 3.º (03/04)          |
| Portimonense Sp. C.    | Portimão            | Estádio Municipal de Portimão                 | 15.º Liga Zon Sagres                  | 13                             | 2.º (09/10)          |
| CD Santa Clara         | Ponta Delgada       | Estádio de São Miguel                         | 9.º                                   | 10                             | Campeão (00/01)      |
| Sp. C. da Covilhã      | Covilhã             | Complexo Desportivo da Covilhã                | 14.º                                  | 8                              | 7.º (08/09)          |
| CD Trofense            | Trofa               | Estádio do Clube Desportivo Trofense          | 3.º                                   | 4                              | Campeão (07/08)      |
| União da Madeira       | Funchal             | Estádio dos Barreiros                         | 1.º na II Divisão (1.º na Zona Norte) | 7                              | 2.º (92/93)          |
| União D. Oliveirense   | Oliveira de Azeméis | Estádio Carlos Osório                         | 4.º                                   | 4                              | 4.º (10/11)          |

## Resultados
|                     | FCA | ACP | BEL | DAV | ESP | FRM | LEI | MFC | NAV | OLI | PEN | PRM | STC | SCO | TRO | CFU |
| ------------------- | --- | --- | --- | --- | --- | --- | --- | --- | --- | --- | --- | --- | --- | --- | --- | --- |
| Arouca              | -   | 2-0 |     | 2-2 |     | 0-0 |     | 3-1 |     | 3-3 | 0-2 |     | 1-0 | 1-1 |     |     |
| Atlético CP         | 1-0 | -   | 0-2 |     | 1-0 |     | 1-0 | 2-3 | 1-0 | 2-0 | 1-1 |     | 0-0 | 0-0 | 3-0 |     |
| Belenenses          |     | 0-0 | -   |     |     | 1-0 |     |     |     | 2-1 | 2-0 | 1-1 | 2-1 | 0-0 | 1-3 | 1-1 |
| Desportivo das Aves | 2-0 | 3-1 | 3-1 | -   | 2-0 |     |     | 0-0 | 1-1 | 1-0 |     |     | 2-2 |     | 3-1 | 1-1 |
| Estoril-Praia       |     | 5-0 | 1-0 | 1-0 | -   | 3-0 | 1-1 | 1-0 |     | 0-0 | 1-1 |     |     | 0-0 |     | 1-0 |
| Freamunde           |     |     | 2-1 | 1-2 | 2-2 | -   | 2-1 | 1-1 | 1-1 | 3-0 |     | 2-2 |     |     | 3-1 | 2-0 |
| Leixões             | 0-2 | 0-1 | 0-0 |     |     |     | -   | 2-1 | 0-2 |     | 2-1 | 1-0 | 1-2 | 1-0 | 2-3 |     |
| Moreirense          | 0-2 |     | 3-2 | 1-1 |     |     | 0-1 | -   | 1-1 | 1-0 |     | 2-0 | 2-0 |     | 4-1 | 2-0 |
| Naval               | 0-0 | 2-2 |     | 1-1 | 0-3 | 1-1 | 0-1 |     | -   | 1-1 | 1-0 | 2-1 |     |     |     |     |
| Oliveirense         |     |     | 3-2 | 1-1 | 0-1 | 2-0 | 2-4 | 2-3 |     | -   | 2-2 |     | 1-0 |     | 5-0 | 1-0 |
| Penafiel            | 2-1 |     | 2-2 |     | 3-1 | 1-0 |     | 1-0 | 0-0 |     | -   |     | 2-2 | 0-1 | 2-0 | 3-1 |
| Portimonense        | 0-0 | 0-1 |     | 1-1 | 0-2 |     | 2-1 | 1-2 | 2-1 |     |     | -   | 2-2 | 2-1 |     | 1-2 |
| Santa Clara         | 0-0 |     |     |     |     |     | 2-0 |     | 2-2 | 2-1 | 1-1 | 2-1 | -   | 1-0 | 1-0 | 0-1 |
| Sp. Covilhã         | 1-0 |     |     | 0-2 | 0-1 | 2-0 | 2-2 | 1-2 | 0-2 |     |     | 2-0 | 1-0 | -   |     | 0-2 |
| Trofense            | 1-1 | 1-0 | 1-0 | 3-2 |     | 4-0 |     | 2-1 | 1-2 |     | 2-2 | 3-1 |     |     | -   | 1-2 |
| União da Madeira    |     | 1-1 | 2-2 |     | 0-0 | 2-2 |     |     | 1-3 | 2-1 |     |     |     | 1-1 | 0-1 | -   |

### Curiosidades sobre as equipas participantes na época 2011/2012
- O interior de Portugal continua a ser representado por uma única equipa, o Sporting Clube da Covilhã.
- O Portimonense Sporting Clube voltá a competir nesta divisão, um ano após ter conseguido a subida a liga principal.
- Após seis anos consecutivos na 1ª Liga, a Associação Naval 1.º de Maio cai para o 2º escalão.
- O Atlético Clube de Portugal regressa as competições profissionais 35 anos depois da última participação e é a única equipa que se estreia na Liga de Honra.
- O Clube Futebol União regressa ao 2ª escalão após sete épocas na II Divisão.
- O Clube Desportivo das Aves é a equipa com mais presenças na Liga de Honra. Em 21 edições da Liga de Honra, o Desp. Aves esteve presente em 19, só falhando as épocas 2000/2001 e 2006/2007 por estar na 1ª Liga
- Pela primeira vez o Clube de Futebol Os Belenenses estará presente na Liga de Honra duas épocas consecutivas. Todas as anteriores presenças o Belenenses tinha conseguido a promoção.
- Metade das equipas participantes são da região de Entre Douro e Minho e 3 da região de Estremadura e Ribatejo. As regiões da Beira Litoral, Beira Interior e Algarve e os arquipélagos da Madeira e dos Açores contam com 1 equipa participante cada. Alentejo e Trás-os-Montes e Alto Douro não têm qualquer equipa nesta divisão.

## Tabela Classificativa
- Actualizado em 12 de Junho de 2012.

| #  | Equipa              | Pts | J  | V  | E  | D  | GM | GS | DG  | M       | Qualificação/Relegação                    |
| -- | ------------------- | --- | -- | -- | -- | -- | -- | -- | --- | ------- | ----------------------------------------- |
| 1  | Estoril-Praia       | 57  | 30 | 16 | 9  | 5  | 40 | 20 | +20 | Estável | Qualificação à Liga ZON Sagres de 2012-13 |
| 2  | Moreirense          | 52  | 30 | 15 | 7  | 8  | 47 | 32 | +15 | Estável | Qualificação à Liga ZON Sagres de 2012-13 |
| 3  | Desportivo das Aves | 50  | 30 | 12 | 14 | 4  | 38 | 23 | +15 | Estável |                                           |
| 4  | Naval               | 46  | 30 | 12 | 10 | 8  | 40 | 33 | +7  | Estável |                                           |
| 5  | Belenenses          | 41  | 30 | 10 | 11 | 9  | 34 | 32 | +2  | 1       |                                           |
| 6  | Oliveirense         | 39  | 30 | 10 | 9  | 11 | 39 | 38 | +1  | 1       |                                           |
| 7  | Trofense            | 39  | 30 | 11 | 6  | 13 | 36 | 45 | -9  | 3       |                                           |
| 8  | Penafiel            | 38  | 30 | 10 | 8  | 12 | 33 | 36 | -3  | 1       |                                           |
| 9  | Atlético CP         | 37  | 30 | 9  | 10 | 11 | 27 | 36 | -9  | 1       |                                           |
| 10 | União da Madeira    | 37  | 30 | 9  | 10 | 11 | 35 | 40 | -5  | 3       |                                           |
| 11 | Leixões*            | 37  | 30 | 11 | 7  | 12 | 32 | 34 | -2  | 6       |                                           |
| 12 | Santa Clara         | 34  | 30 | 8  | 10 | 12 | 29 | 38 | -9  | Estável |                                           |
| 13 | FC Arouca           | 34  | 30 | 7  | 13 | 10 | 32 | 36 | -4  | 2       |                                           |
| 14 | Freamunde           | 34  | 30 | 7  | 13 | 10 | 35 | 40 | -5  | 1       |                                           |
| 15 | Sp. Covilhã**       | 32  | 30 | 7  | 11 | 12 | 22 | 29 | -7  | 1       | Despromoção para a II Divisão             |
| 16 | Portimonense***     | 32  | 30 | 8  | 8  | 14 | 35 | 42 | -7  | 2       | Despromoção para a II Divisão             |

Critérios de Desempate (da 1ª a 29ª Jornada)
1. Maior diferença entre Golos Marcados e Golos Sofridos (geral);
2. Maior número de vitórias na competição (geral);
3. Maior número de golos marcados na competição (geral).

Critérios de Desempate (no final do campeonato)
1. Confronto directo;
2. Maior diferença entre golos marcados e golos sofridos nos jogos entre as equipas empatadas;
3. Maior número de golos marcados no campo do adversário;
4. Maior diferença entre Golos Marcados e Golos Sofridos (geral);
5. Maior número de vitórias na competição (geral);
6. Maior número de golos marcados na competição (geral).

Notas
Leixões penalizado com perda de 3 pontos;
Sporting Clube da Covilhã permanece devido a UD Leiria não ter se inscrito na II Liga;
Portimonense repescado devido a não inscrição do Varzim SC;
Informação retirada de Liga Portugal